# Viktor Kravčenko
Viktor Andrejevič Kravčenko (11. října 1905 Jekatěrinoslav, Ruské impérium – 25. února 1966 New York) byl sovětský inženýr a diplomat, který roku 1944 požádal o politický azyl v USA a roku 1946 v knize Zvolil jsem svobodu popsal své zkušenosti se sovětským systémem a povědomí o hladomoru na Ukrajině.

## Život
Narodil se v ukrajinské rodině revolucionáře, vystudoval inženýrství a pracoval v Donbasu. Roku 1928 vstoupil do armády a o rok později do komunistické strany. Za druhé světové války sloužil v armádě jako politický komisař a byl vyslán do sovětské obchodní komory ve Washingtonu, kde sjednával válečné dodávky. Roku 1944 požádal o azyl, který přes sovětské intervence získal, musel však žít i v USA pod falešným jménem, protože sovětské tajné služby zavraždily řadu sovětských exulantů. Ani jeho dva synové nesměli vědět, kdo je jejich otec.
Jeho kniha Zvolil jsem svobodu vzbudila mimořádný ohlas a byla přeložena do mnoha jazyků, protože popisovala hladomor na Ukrajině způsobený násilnou kolektivizací, poměry v gulagu a další praktiky sovětského vedení. Francouzský komunistický časopis Les lettres françaises ho obvinil ze lži, ale Kravčenko v procesu dokázal, že šlo o pomluvu. Proti Kravčenkovi svědčili i významní francouzští levicoví intelektuálové, například Vercors, Roger Garaudy nebo Frédéric Joliot-Curie. Rozhodující bylo svědectví bývalé komunistické novinářky Margarete Buber-Neumann, která zažila gulag i nacistický koncentrační tábor a Kravčenkovy údaje potvrdila.
Později vydal knihu Zvolil jsem spravedlnost, kde kritizoval americký kapitalismus a pokusil se provozovat v Bolívii doly, kde by horníci byli řádně placeni. Po počátečním úspěchu se mu podnik zhroutil a Kravčenko se vrátil do USA, kde žil v ústraní. Roku 1966 byl nalezen ve svém bytě s prostřelenou hlavou, což policie kvalifikovala jako sebevraždu, Kravčenkův syn však byl přesvědčen, že ho zavraždila KGB.